# Ліпянкі (Поморське воєводство)
Ліпянкі (пол. Lipianki, нім. Ziegellack) — село в Польщі, у гміні Квідзин Квідзинського повіту Поморського воєводства.
Населення — 252 особи (2011).
У 1975-1998 роках село належало до Ельблонзького воєводства.

## Демографія
Демографічна структура станом на 31 березня 2011 року:
|          | Загалом | Допрацездатний вік | Працездатний вік | Постпрацездатний вік |
| -------- | ------- | ------------------ | ---------------- | -------------------- |
| Чоловіки | 135     | 19                 | 107              | 9                    |
| Жінки    | 117     | 23                 | 72               | 22                   |
| Разом    | 252     | 42                 | 179              | 31                   |